# Министерство высшего образования и обучения ЮАР
Министерство высшего образования и обучения ЮАР является одним из министерств правительства Южно-Африканской Республики. Оно осуществляет надзор за университетами и другими вузами в Южной Африке. Оно было создано в 2009 году после выборов президента Джейкоба Зумы, когда бывшее Министерство образования было разделено.
Глава политического отдела - министр высшего образования и подготовки кадров по состоянию на май 2009 года - Блейд Нзиманде. Штаб-квартирой министерства в Претории является так называемый Дом Сола Плаатйе, названный в честь писателя и политического активиста Сола Плаатйе. 